# 후리꾼
"후리꾼"은 한국에서 제작된 최거영 감독의 1991년 멜로/로맨스 영화이다. 한명구 등이 주연으로 출연하였고 김영준 등이 제작에 참여하였다.

## 출연

### 주연
- 한명구
- 서평석

## 기타
- 조명: 성인건
- 녹음: 박용상
- 의상: 이해윤
- 소품: 이상구